# Naftalan

Położenie miasta Naftalan na mapie Azerbejdżanu

Naftalan – jedno z miast wydzielonych Azerbejdżanu.